# ポケモンファン
『ポケモンファン』は小学館が発刊している不定期刊雑誌である。通称「ポケファン」。2007年創刊。価格はvol.1 - 3は580円、vol.4 - 7は680円、vol.9は700円、vol.8は730円、vol.16 - 17は750円、vol.10 - 12、14、19、22、25、26、32、35 - 39、43は780円、vol.13、15、20、21、28は800円、vol.29、30、34は802円、vol.33は823円、vol.23、27は840円、vol.40、42、44、46は850円、vol.31は864円、vol.24は880円、vol.41、45、49-58は890円、vol.59-63は920円、vol.18、64-82は950円である。vol.83からは990円である。

## 概要
ポケモンファンは、ポケットモンスターのゲームソフトが発売されるときや劇場版が公開されるときに発売される不定期刊雑誌である。なお、同じ小学館発行のポケモンワンダーランドとの関連性は不明である。

## ポケモンワンダーランドとの違い
- 付録が充実している点
- vol.11までは漫画を連載していない点（ただし、ポケモンファン独自の漫画はある）
- 創刊が2007年と比較的新しい雑誌である点
- 頻繁に発売されている点
- 書店だけでなくトイザらスなどの玩具店で発売されている点
- ポケモンワンダーランドに比べると文中の漢字が少なめである点（そのため、ポケモンワンダーランドより低年齢向けとも取れる）
- TVでCMが放映されている点
- アニメの予告が記載される点
- 価格の変動が激しい点

## 書籍
- 小学館スペシャル ポケモンファン vol.1 2007年10月16日発売 （創刊号）
- 小学館スペシャル ポケモンファン 第2号 （vol.2ともいう） 2007年12月17日発売
- 小学館スペシャル ポケモンファン 第3号 （vol.3ともいう） 2008年3月15日発売
- 小学館スペシャル ポケモンファン 第4号 （vol.4ともいう） 2008年7月15日発売
- 小学館スペシャル ポケモンファン 第5号 （vol.5ともいう） 2008年9月13日発売
- 小学館スペシャル ポケモンファン 第6号 （vol.6ともいう） 2008年12月17日発売
- 小学館スペシャル ポケモンファン 第7号 （vol.7ともいう） 2009年3月18日発売
- 小学館スペシャル ポケモンファン 第8号 （vol.8ともいう） 2009年7月18日発売
- 小学館スペシャル ポケモンファン 第9号 （vol.9ともいう） 2009年9月18日発売
- 小学館スペシャル ポケモンファン 第10号 （vol.10ともいう） 2009年12月22日発売
- 小学館スペシャル ポケモンファン 第11号 （vol.11ともいう） 2010年2月20日発売
- 小学館スペシャル ポケモンファン 第12号 （vol.12ともいう） 2010年4月20日発売
- 小学館スペシャル ポケモンファン 第13号 （vol.13ともいう） 2010年7月17日発売
- 小学館スペシャル ポケモンファン 第14号 （vol.14ともいう） 2010年9月18日発売
- 小学館スペシャル ポケモンファン 第15号 （vol.15ともいう） 2010年12月18日発売
- 小学館スペシャル ポケモンファン 第16号 （vol.16ともいう） 2011年2月18日発売
- 小学館スペシャル ポケモンファン 第17号 （vol.17ともいう） 2011年4月20日発売
- 小学館スペシャル ポケモンファン 第18号 （vol.18ともいう） 2011年7月16日発売
- 小学館スペシャル ポケモンファン 第19号 （vol.19ともいう） 2011年9月16日発売
- 小学館スペシャル ポケモンファン 第20号 （vol.20ともいう） 2011年12月17日発売
- 小学館スペシャル ポケモンファン 第21号 （vol.21ともいう） 2012年3月3日発売
- 小学館スペシャル ポケモンファン 第22号 （vol.22ともいう） 2012年4月20日発売
- 小学館スペシャル ポケモンファン 第23号 （vol.23ともいう） 2012年6月1日発売
- 小学館スペシャル ポケモンファン 第24号 （vol.24ともいう） 2012年7月14日発売
- 小学館スペシャル ポケモンファン 第25号 （vol.25ともいう） 2012年9月20日発売
- 小学館スペシャル ポケモンファン 第26号 （vol.26ともいう） 2012年11月20日発売
- 小学館スペシャル ポケモンファン 第27号 （vol.27ともいう） 2012年12月20日発売
- 小学館スペシャル ポケモンファン 第28号 （vol.28ともいう） 2013年2月20日発売
- 小学館スペシャル ポケモンファン 第29号 （vol.29ともいう） 2013年4月20日発売
- 小学館スペシャル ポケモンファン 第30号 （vol.30ともいう） 2013年6月1日発売
- 小学館スペシャル ポケモンファン 第31号 （vol.31ともいう） 2013年7月1日発売
- 小学館スペシャル ポケモンファン 第32号 （vol.32ともいう） 2013年10月1日発売
- 小学館スペシャル ポケモンファン 第33号 （vol.33ともいう） 2013年11月20日発売
- 小学館スペシャル ポケモンファン 第34号 （vol.34ともいう） 2014年2月20日発売
- 小学館スペシャル ポケモンファン 第35号 （vol.35ともいう） 2014年4月19日発売
- 小学館スペシャル ポケモンファン 第36号 （vol.36ともいう） 2014年5月31日発売
- 小学館スペシャル ポケモンファン 第37号 （vol.37ともいう） 2014年7月19日発売
- 小学館スペシャル ポケモンファン 第38号 （vol.38ともいう） 2014年9月20日発売
- 小学館スペシャル ポケモンファン 第39号 （vol.39ともいう） 2014年11月20日発売
- 小学館スペシャル ポケモンファン 第40号 （vol.40ともいう） 2015年2月20日発売
- 小学館スペシャル ポケモンファン 第41号 （vol.41ともいう） 2015年4月18日発売
- 小学館スペシャル ポケモンファン 第42号 （vol.42ともいう） 2015年5月30日発売
- 小学館スペシャル ポケモンファン 第43号 （vol.43ともいう） 2015年7月18日発売
- 小学館スペシャル ポケモンファン 第44号 （vol.44ともいう） 2015年9月18日発売
- 小学館スペシャル ポケモンファン 第45号 （vol.45ともいう） 2015年11月20日発売
- 小学館スペシャル ポケモンファン 第46号 （vol.46ともいう） 2016年2月20日発売
- 小学館スペシャル ポケモンファン 第47号 （vol.47ともいう） 2016年4月18日発売
- 小学館スペシャル ポケモンファン 第48号 （vol.48ともいう） 2016年5月30日発売
- 小学館スペシャル ポケモンファン 第49号 （vol.49ともいう） 2016年7月16日発売
- 小学館スペシャル ポケモンファン 第50号 （vol.50ともいう） 2016年9月20日発売
- 小学館スペシャル ポケモンファン 第51号 （vol.51ともいう） 2016年11月18日発売
- 小学館スペシャル ポケモンファン 第52号 （vol.52ともいう） 2017年2月20日発売
- 小学館スペシャル ポケモンファン 第53号 （vol.53ともいう） 2017年4月28日発売
- 小学館スペシャル ポケモンファン 第54号 （vol.54ともいう） 2017年7月15日発売
- 小学館スペシャル ポケモンファン 第55号 （vol.55ともいう） 2017年9月29日発売
- 小学館スペシャル ポケモンファン 第56号 （vol.56ともいう） 2017年11月30日発売
- 小学館スペシャル ポケモンファン 第57号 （vol.57ともいう） 2018年2月28日発売
- 小学館スペシャル ポケモンファン 第58号 （vol.58ともいう） 2018年4月28日発売
- 小学館スペシャル ポケモンファン 第59号 （vol.59ともいう） 2018年7月13日発売
- 小学館スペシャル ポケモンファン 第60号 （vol.60ともいう） 2018年9月29日発売
- 小学館スペシャル ポケモンファン 第61号 （vol.61ともいう） 2018年11月30日発売
- 小学館スペシャル ポケモンファン 第62号 （vol.62ともいう） 2019年2月28日発売
- 小学館スペシャル ポケモンファン 第63号 （vol.63ともいう） 2019年4月26日発売
- 小学館スペシャル ポケモンファン 第64号 （vol.64ともいう） 2019年7月12日発売
- 小学館スペシャル ポケモンファン 第65号 （vol.65ともいう） 2019年10月4日発売
- 小学館スペシャル ポケモンファン 第66号 （vol.66ともいう） 2019年11月30日発売
- 小学館スペシャル ポケモンファン 第67号 （vol.67ともいう） 2020年2月28日発売
- 小学館スペシャル ポケモンファン 第68号 （vol.68ともいう） 2020年4月28日発売
- 小学館スペシャル ポケモンファン 第69号 （vol.69ともいう） 2020年8月31日発売
- 小学館スペシャル ポケモンファン 第70号 （vol.70ともいう） 2020年10月29日発売
- 小学館スペシャル ポケモンファン 第71号 （vol.71ともいう） 2020年12月25日発売
- 小学館スペシャル ポケモンファン 第72号 （vol.72ともいう） 2021年2月27日発売
- 小学館スペシャル ポケモンファン 第73号 （vol.73ともいう） 2021年4月28日発売
- 小学館スペシャル ポケモンファン 第74号 （vol.74ともいう） 2021年7月16日発売
- 小学館スペシャル ポケモンファン 第75号 （vol.75ともいう） 2021年9月30日発売
- 小学館スペシャル ポケモンファン 第76号 （vol.76ともいう） 2021年11月30日発売
- 小学館スペシャル ポケモンファン 第77号 （vol.77ともいう） 2022年2月28日発売
- 小学館スペシャル ポケモンファン 第78号 （vol.78ともいう） 2022年4月28日発売
- 小学館スペシャル ポケモンファン 第79号 （vol.79ともいう） 2022年7月15日発売
- 小学館スペシャル ポケモンファン 第80号 （vol.80ともいう） 2022年9月30日発売
- 小学館スペシャル ポケモンファン 第81号 （vol.81ともいう） 2022年11月30日発売
- 小学館スペシャル ポケモンファン 第82号 （vol.82ともいう） 2023年2月28日発売
- 小学館スペシャル ポケモンファン 第83号 （vol.83ともいう） 2023年4月28日発売
- 小学館スペシャル ポケモンファン 第84号 （vol.84ともいう） 2023年7月14日発売
- 小学館スペシャル ポケモンファン 第85号 （vol.85ともいう） 2023年9月29日発売
- 小学館スペシャル ポケモンファン 第86号 （vol.86ともいう） 2023年11月30日発売
- 小学館スペシャル ポケモンファン 第87号 （vol.87ともいう） 2024年2月29日発売

## 掲載されている内容、付録

### vol.1
2007年10月16日に発売された創刊号であるvol.1では、『ポケモンレンジャー バトナージ』の情報を掲載していた。また、特別付録として「ポケモンDPキラキラレーザーしたじき」が、巻頭付録として「ポケモンファンアニメスペシャルシール」、「すすめ!! ポケモンたんけんたい銀はがし」、「ポケモンDPチームバトルトランプ」が付いてきた。

### vol.2（第2号）
2007年12月17日に発売されたvol.2（第2号）では、vol.1よりも詳しい『ポケモンレンジャーバトナージ』の攻略情報を掲載していた。また、特別付録として「ピカチュウぴかぴかクリアファイル」が、巻頭付録として「ピカチュウハッピーポストカード」、「ポケモンキッズDP せいぞろいポスター」、「ポケモンゲットだ!!バトルだ!!すごろく」、「ポケモン絵あわせカルタ」が付いてきた。また、この刊からタイトルの表示形式が、「vol.○」に変更された。

### vol.3（第3号）
2008年3月15日に発売されたvol.3（第3号）では、『劇場版ポケットモンスター ダイヤモンド&パール ギラティナと氷空の花束 シェイミ』、『ポケモンレンジャーバトナージ』、『ポケットモンスター プラチナ』の情報を掲載していた。また、特別付録として「劇場版ポケットモンスターDP ギラティナと氷空の花束 シェイミ マルチケース」が、巻頭付録として「ギラティナと氷空の花束 シェイミ カウントダウンポスター」、「劇場版ポケットモンスターDP マルチケースドレスアップシール」、「ポケモンミニじてん」、「シェイミをさがそう! モンコレ大集合ポスター」が付いてきた。

### vol.4（第4号）
2008年7月15日に発売されたvol.4（第4号）では、『ポケットモンスター プラチナ』や『劇場版ポケットモンスター ダイヤモンド&パール ギラティナと氷空の花束 シェイミ』の情報を掲載していた。また、特別付録として「シェイミ（スカイフォルム）フライングディスク」、「限定版ポケモンキッズ シェイミ（ランドフォルム）クリアバージョン」が、巻頭付録として「ポケモンファン特製 最強シール烈伝 シェイミ（ランドフォルム・スカイフォルム）2枚セット」、「限定版ポケモンカードゲームDP パチリス」、「ポケモンカードゲームDP たんけんセットカード＋プレイマット」、「ポケモンカードゲームDP 破空の激闘 にんきポケモンだいしゅうごう！」、「祝492 ポケモンキッズ大集合ポスター」、「劇場版ポケモンDP ギラティナと氷空の花束シェイミ 映画ストーリーすごろく」が付いてきた。付録は今までにない多さだったため知名度が上昇した。

### vol.5（第5号）
2008年9月13日に発売されたvol.5（第5号）は、『ポケットモンスター プラチナ』の攻略情報を掲載した。また、『ポケットモンスタープラチナ』と同日発売となった。しかしながら、ポケモンワンダーランドvol.10との同日発売は諸事象により実現することはなかった。ちなみに、特別付録として「ポケモンストラップ シェイミ（スカイフォルム）パールバージョン」、「ポケモンマルチバックパック」、「ポケットモンスタープラチナ まるわかりガイドブック」、巻頭付録として「ポケットモンスタープラチナ キラキラシール」、「ポケットモンスターDP 新・冒険カレンダー」、「ポケモンいっぱいグライダー」が付いてきた。

### vol.6（第6号）
2008年12月17日に発売された。表紙は2009年映画で登場する「ギザみみピチュー」。付録として「ポケモンバトリオS スペシャルパック リオル」、「ポケモンバトリオS デオキシス強襲編パックケース」、「ポケモンバトリオSポケモンファンとくべつへん（ミニ冊子）、「2009ポケモンハッピーシール」、「ポケットモンスターわくわくスタンプ」、「りったいポケモンギラティナオリジンフォルム」、「ポケモンぼうけんすごろく」、「ポケモンドールポスター」が付いてきた。
巻頭特集は2009映画『超克の時空へ』。「世界一早い特報」と題して、予告カットの掲載と「ギザみみピチュー」を紹介している。ふろくのポスターで扱われているのは「ポケモンセンターオリジナルのポケモンドール（現行商品）」で、この商品が雑誌媒体で大きく取り上げられるのは珍しい。記事内においても、ポケモンセンターオリジナルグッズをはじめ、バンダイ・タカラトミー・ユージン・エンスカイ等々、メジャーからマイナーまでのポケモン新商品が、玩具アパレル文具問わず、幅広く扱われているのもこの雑誌の特徴。
その他の連載企画、「ポケモンクッキング」では「レジギガスライス」「シェイミのグリーンサラダ」「ポテトばたけのディグダ」「ピカチュウのコーンプティング」を紹介。絵物語「なかよし3びきポケモンたびにっき」が連載開始。ピカチュウ、ポッチャマ、チェリンボの3匹が旅に出る絵本。漫画「ポケモン4コマ大百科」ではロトムをフィーチャー。読者投稿コーナー「ポケモンファンファンクラブ」がスタート。

### vol.7（第7号）
2009年3月18日に発売されたvol.7（第7号）では『劇場版ポケットモンスター アルセウス超克の時空へ』の最新情報を冒頭で紹介。表紙イラストや付録類もアルセウスやギザみみピチューをメインに据えている。特別付録は「ギザみみピチューコインケース」、「アルセウス超克の時空へマルチバッグ」、「おかたづけペンスタンド（アルセウスイラスト入り）」、「超ビッグシール（アルセウス他映画イラスト）」、「ポケモンいっぱいなかよしメモ＆あいさつカード」、「スペシャルアートボード（映画ポスター柄の厚紙製下敷き）」が付いてきた。
プレゼント品の目玉は「バトリオSスペシャルパック3個セット50名プレゼント」。
記事のメインは「映画情報」、「ゲーム情報（不思議のダンジョン空の探検隊）」、「バトリオ情報」。その他連載企画「ポケモンクッキング」では「スボミーのおやさいプレート」、「ギラティナイタリアンフォルム」、「キャベツっぱマスキッパ」、「ギザみみピチューのふんわりたまごケーキ」をレシピ付きで紹介。絵物語「なかよし3びきポケモンたびにっき」は第2話。ピカチュウ、ポッチャマ、チェリンボが喧嘩別れ。漫画「ポケモン4コマ大百科」ではアルセウスをフィーチャー。読者投稿コーナー「ポケモンファンファンクラブ」が本格始動。イラスト、だじゃれ、写真など暖かみあるコーナーが充実している。

### vol.8（第8号）
2009年7月18日に発売されたvol.8（第8号）では、誌面には発売日と同日に公開のポケモン映画「アルセウス 超克の時空へ」の情報やアニメ「ポケットモンスターDP」の夏休み期間中の先取り情報、「ポケットモンスターハートゴールド・ソウルシルバー」の情報、今夏発売の最新ポケモングッズの情報などが掲載された。特別ふろくとして「立体ポケモン図鑑 アルセウス キラバージョン」、「ポケモンキッズ ギザみみピチュークリアバージョン」、「ポケモンバトリオゼロ ポッチャマ」がついてきた。誌面ふろくとして最強シール烈伝「アルセウス ギザみみピチュー」、立体ポケモン図鑑 アルセウス キラバージョン・ポケモンキッズ ギザみみピチュー「かざろうステージ」がついてきた。別冊ふろくとしては、「バトリオゼロ ポケモンファンひっしょうへん」（全36ページ）、立体ポケモン図鑑「すごいぞ!!全ポスター」、アルセウス 超克の時空へ「ポケモンえいがストーリーすごろく」がついてきた。連載は、ポケモンクッキング（工藤真紀）、なかよし3びきたびにっき（よしのえみこ カサハラチュウ）、ポケモン4コマ大百科（山下たかひろ）。

### vol.9（第9号）
2009年9月18日に発売されたvol.9（第9号）では、誌面に「ポケットモンスター ハートゴールド・ソウルシルバー」の情報や、秋のポケモンアニメの情報などが掲載された。また、本物付録として「ホウオウ・ルギアダブルスイング（ストラップフィギュア）」、「ポケモンカードゲームLEGEND バクフーン」、特別付録として「ホウオウ・ルギアクリアミニバック」、「HGSS冒険まるわかりスタートブック」、巻頭付録として「HGSSシール&アニメシール」、「HGSSコレクションポスター」、「ポケモンカードゲームLEGEND カレンダー」が付いてきた。連載は、ポケモンクッキング（工藤真紀）、なかよし3びきたびにっき（よしのえみこ カサハラチュウ）、ポケモン4コマ大百科（山下たかひろ）。

### vol.10（第10号）
2009年12月22日発売。映画『幻影の覇者Z』3大特報。ふろくは「ポケモンバトルホイール ホウオウ・ルギア」「ライコウエンテイスイクンLEDライトつきクリーナー」「ポケパークwiiスペシャルDVD」「ポケパークwiiピカチュウの大冒険シール」「セレビィゆらゆらちょ金ばこ」「ポケモンみんなでゲームボード」「ガチャガチャグッズ&トイカタログポスター」「ポケモンママの手作りゲットだぜ」。連載は、ポケモンクッキング（工藤真紀）、なかよし3びきたびにっき（よしのえみこ カサハラチュウ）、ポケモン4コマ大百科（山下たかひろ）。

### vol.11（第11号）
2010年2月20日発売。映画『幻影の覇者ゾロアーク』情報。ふろくは「ゾロアークマグネットコレクション」、「ライコウエンテイスイクンペンケース」、「セレビィキーホルダー」、「ゾロアーク・ポケモンレンジャーキラシール」、「ゾロアークWレターセット」、「ゾロアークアートボード&ABCしたじき」、「ゾロアークメッセージメモ」、「ドッチーニョ?ダンスふりつけポスター」が付いてきた。連載は、ポケモンクッキング（工藤真紀）、なかよし3びきたびにっき（よしのえみこ カサハラチュウ）、ポケモン4コマ大百科（山下たかひろ）。

### vol.12（第12号）
2010年4月20日発売。『ポケットモンスターSPECIAL』の「ハートゴールド・ソウルシルバー編」の連載が始まる。これは、ポケモンファン史上初の単行本化されている漫画の連載である。また、本物付録として「ポケモンバトリオ0スペシャルパック カイリュー ゴージャスボールデザイン」、特別付録として「ポケモンバトリオ0 スペシャルパックケース」、「幻影の覇者ゾロアーク ネームホルダー」、「ポケモンバトリオ まるわかりブック」、巻頭付録として「幻影の覇者ゾロアーク ゾロアーク＆ゾロアスーパーキラシール」、「幻影の覇者ゾロアーク 映画公開カウントダウンポスター」、「ポケットモンスターSPECIAL HGSS編 まんがスタート記念スペシャルポスター」、「幻影の覇者ゾロアーク リバーシブルサンバイザー」が付いてきた。

### vol.13（第13号）
2010年7月17日発売。『ポケットモンスターSPECIAL』の「ハートゴールド・ソウルシルバー編」の連載が行われる予定であったが、諸事情により「プラチナ編」に変更された。本物付録として「立体ポケモン図鑑DP ゾロア&ゾロアーク クリアバージョン」、「ポケモンキッズ ゾロア クリアバージョン」、「ポケモンバトリオ0スペシャルパック セレビィ（タイマーボールデザイン）」が、とじ込み付録として「最強シール烈伝 ゾロア&ゾロアーク」、「ポケモンキッズ さがしっこクイズポスター」、「ポケモンBW 新ポケモン大しゅう合ポスター」、「幻影の覇者 ゾロアーク イリュージョン ペン立て」、「幻影の覇者 ゾロアーク セレビィ ミニブーメラン」が、別冊付録として「ポケモンバトリオ0 超決戦!かんぺきガイド」付いてきた。

### vol.14（第14号）
2010年9月18日発売。『ポケットモンスター ブラック・ホワイト』との同日発売である。『ブラック・ホワイト』やアニメ『ポケットモンスター ダイヤモンド&パール』の夏休み期間中の先取り情報が記載された。『ポケットモンスターSPECIAL』の「ブラック・ホワイト編」の連載が始まる。これは、モチーフになったゲームソフトと最初に連載された雑誌の発売が同日という極めて異例なケースとなった。本物付録として「ポケモンベストウイッシュ チェンジングキーホルダー」、とじ込み付録として「ベストウイッシュ マルチバッグ」、「ベストウイッシュ キラシール」、「ベストウイッシュ スペシャルポスター」、「ベストウイッシュ 立体絵あわせパズル」、「ベストウイッシュ あちこちめいろクイズボード」が付いてきた。本誌企画として「ベストウイッシュ 先取り情報（9ページ）」、「ポケモンBW 10大攻略&超スクープ」があった。

### vol.15（第15号）
2010年12月18日発売。『ポケットモンスターSPECIAL』の「ブラック・ホワイト編」の連載が行われた。また、付録されているシリアルナンバーをポケモングローバルリンクに入力すると『ブラック・ホワイト』において「あついしぼう」の特性を持ったマンムーを入手することができるという特典が付いてきた。他にも、特別付録として「ポケモンストラップベストウイッシュ キラバージョン レシラム&ゼクロム」、付録として「劇場版ポケモンBW ビクティニと黒き英雄 ビクティニBIGキラシール」、「ポケモンBW オープニング&エンディング曲まるわかりポスター」、「GASHAPON ポケモンBWスペシャルポスター」が付いてきた。また、『劇場版ポケットモンスター ベストウイッシュ ビクティニと黒き英雄 ゼクロム』の最新情報、アニメ・シッポウジム戦特集、PGLを特集していた。

### vol.16（第16号）
2011年2月18日発売。『ポケットモンスターSPECIAL』の「ブラック・ホワイト編」の連載が行われた。特別付録として、ビクティニと黒き英雄・白き英雄「キラキラアートボード」、「マグネットコレクション」、付録として映画の「スペシャルWシール」、「2作品同時公開記念ポスター」、「ピカチュウ超わざポスター」、「回転パズル」がついてきた。なお、特集は「映画最新情報」、「ポケモンBWやりこみ4大スクープ」などであった。

### vol.17（第17号）
2011年4月20日発売。『ポケットモンスターSPECIAL』の「ブラック・ホワイト編」の連載が行われた。特別付録として、ビクティニと黒き英雄・白き英雄「クリアペンケース」、「モンコレあそびまくりスペシャルガイド＆モンコレプラス徹底攻略ガイド」、付録として「かおりつき！メロメロ・エモンガシート」、「映画公開カウントダウンポスター」、「ポケモン言えるかな?BWポスター」、「ビクティニVジェネレートグライダー」、「ミジュマルホタチブーメラン」が付いてきた。本誌企画として「ポケモンBWスクープ7連発」があった。

### vol.18（第18号）
2011年7月16日発売。『ポケットモンスターSPECIAL』の「ブラック・ホワイト編」の連載が行われた。発売日と同日に公開のポケモン映画『ビクティニと黒き英雄ゼクロム／白き英雄レシラム』の大特集号と位置付けられている。特別付録として「立体ポケモン図鑑BW ゼクロム&レシラム クリアバージョン」を含む超豪華10大付録が付いてきた。

### vol.19（第19号）
2011年9月16日発売。『ポケットモンスターSPECIAL』の「ブラック・ホワイト編」の連載が行われた。特別付録として、「モンコレ ピカチュウクリアバージョン」、「バトリオV スペシャルスピンパック ピカチュウ」、付録として「バトリオV さい強バトリオ かちまくりブック」、「わくわくフォトフレーム」、「モンコレ バトリオV ポスター」、「スーパーポケモンスクランブル 大しゅう合！ 646ぴきポスター」、「くらべるポケモンポスター」が付いてきた。本誌企画として「テレビアニメ超ヒートアップ」、「ポケパーク2 この冬このみんなで大ぼうけん！」、「スーパーポケモンスクランブル さい強への道」、「ポケモンBW ミュウツー入手スクープ！」があった。

### vol.20（第20号）
2011年12月17日発売。『ポケットモンスターSPECIAL』の「ブラック・ホワイト編」の連載が行われた。特別付録として、「バトリオV スペシャルスピンパック ウォーグル」、「バトリオV パックケース」、「バトリオV 伝説の力 かんぺき マスターブック」、「ポケメタルコレクション トルネロス ボルトロス ランドロス」、「ポケモンわくわくニュースDVD」、付録として、「ポケパーク2 2つのせかい 大ぼうけんすごろく」、「ガチャガチャパラダイス カタログポスター」、「ポケモンBW アニメ名シーンかるた」が付いてきた。本誌企画として、「『劇場版ポケットモンスター ベストウイッシュ キュレムVS聖剣士』 超スクープ5連発!」、「ポケパーク2 丸ごとお楽しみガイド!」があった。なお、DVDが付録として付いてきたのは、今回が初めてである。

### vol.21（第21号）
2012年3月3日発売。『ポケットモンスターSPECIAL』の「ブラック・ホワイト編」の連載が行われた。特別付録として、「ポケモンステーショナリーBW（デコテープ）」、「キュレムVS聖剣士ケルディオ キラキラクリアファイル」、「光る!!マグネットコレクション キュレムVS聖剣士ケルディオ」、「キュレムVS聖剣士ケルディオ キラキラシール」、「キュレムVS聖剣士ケルディオ カウントダウンポスター」、付録として「ドンナマイト強者バトルポスター」、「キュレムVS聖剣士ケルディオ ぴょんぴょんペン立て」が付いてきた。本誌企画として「キュレムVS聖剣士ケルディオ／メロエッタのキラキラリサイタル 7大最速情報」、「新げきとう！ ポケモン+ノブナガの野望」があった。

### vol.22（第22号）
2012年4月20日発売。『ポケットモンスターSPECIAL』の「ブラック・ホワイト編」の連載が行われた。特別付録として、「キュレムVS聖剣士ケルディオ なかよしカタカタじょうぎ」、「ポケモンバトリオV スペシャルスピンパック コバルオン」、「ポケモンバトリオV オールスター最強ブック」、「ポケモン映画2012 キラシール」、「キュレムVS聖剣士ケルディオ＆ポケモンB2W2 アートボード」、付録として「とび出すメロエッタ!!」が付いてきた。本誌企画として「キュレムVS聖剣士ケルディオ／メロエッタのキラキラリサイタル 7大最新情報」「超そくスクープ ポケットモンスターブラック2・ホワイト2」があった。

### vol.23（第23号）
2012年6月1日発売。『ポケットモンスターSPECIAL』の「ブラック・ホワイト編」の連載が行われた。特別付録として、「ポケモンストラップBW ケルディオクリアバージョン」、「ポケモンバトリオV スペシャルかけはしパック ポカブ」、「ポケモンドキドキニュースDVD」、「ポケモントレッタ ポケモン トレ！トレ！スタートダッシュブック」、付録として「メロエッタフォルムチェンジサンバイザー」、「ポケモンベストウイッシュ シーズン2 スタートポスター」、「みてみて☆こっちっち ふりつけポスター」が付いてきた。本誌企画は「ポケモンB2W2 発売直前10大スクープ」、「キュレムVS聖剣士ケルディオ／メロエッタのキラキラリサイタル 公開直前！先取りスクープ！」、「テレビアニメ ポケモンBW シーズン2 スタート！」であった。

### vol.24（第24号）
2012年7月14日発売。『ポケットモンスターSPECIAL』の「ブラック・ホワイト編」の連載が行われた。発売日と同日に公開のポケモン映画『キュレムVS聖剣士ケルディオと同時上映のメロエッタのキラキラリサイタル』の大特集号となった。特別付録として、「立体ポケモン図鑑BW ケルディオ クリアバージョン2体セット」、「ポケモンキッズBW ケルディオ クリアバージョン」、「ポケモントレッタ ルーキートレッタ ツタージャ」、「ポケモンB2W2 丸わかりこうりゃくブック」、「ポケモントレッタさいそくこうりゃく トレたて！ブック」、付録として「ポケモン全国図鑑Pro ARシール烈伝」、「立体ポケモン図鑑BW 2012年劇場版スペシャルポスター」、「さい新ポケモンキッズBW コレクションポスター」、「劇場版ポケモンBW キュレムVS聖剣士ケルディオ ひんや〜りうちわ」が付いてきた。本誌企画は「ポケモン映画 ケルディオのかくごのすがたをもくげきせよ！」、「ポケモンBWシーズン2 しんじる心でカイリューをすくえ！！」であった。

### vol.25（第25号）
2012年9月20日発売。『ポケットモンスターSPECIAL』の「ブラック2・ホワイト2編」の連載が行われた。特別付録では、「ポケモンBWスイング特別版 ケルディオ かくごのすがた クリアストラップ」、「ポケモントレッタ ルーキートレッタ キバゴ」、「ポケモントレッタ さい新スクープ 超はっ見ブック」、付録として「スペシャルウノカード ブラックキュレム＆ホワイトキュレム」、「さらば!? ロケット団ポスター」、「ポケモンBWスイング 2012ムービーベストポスター」、「イーブイのしんかけい大しゅう合 ぐらぐらゲーム」が付いてきた。本誌企画は「ポケモンBWシーズン2 秋のアニメ大とくしゅう」、「ポケモン不思議のダンジョン〜マグナゲートと∞迷宮〜 スクープ」、「ポケモンB2W2 クライマックス 8大こうりゃく」であった。また、ポケモンファンとしては異例の、テレビCMでの宣伝も行われた。

### vol.26（第26号）
2012年11月20日発売。『ポケットモンスターSPECIAL』の「ブラック・ホワイト編」の連載が行われた。特別付録では、「ポケモン不思議のダンジョン〜マグナゲートと∞迷宮〜 ジグソーパズル＆クリアファイル」、付録として「ポケモンBW クリスマスキラシール」「ポケモンといっしょ！クリスマスパーティー！ポスター」、「モンコレ みんなでメリークリスマス！！ポスター」、「ポケモンBW わくわくポップアップクリスマスカード」、「ポケモンBW ピカチュウたちとまぼろしのポケモン キラキラクリスマスオーナメント」が付いてきた。本誌企画は「ポケモンBW シーズン2 決戦イッシュリーグ！」、「ポケモン不思議のダンジョン〜マグナゲートと∞迷宮〜 やりこみスクープ」「ポケモンB2W2 あそびつくしこうりゃく7」であった。

### vol.27（第27号）
2012年12月20日発売。『ポケットモンスターSPECIAL』の「ブラック・ホワイト編」の連載が行われた。特別付録では、「ポケモン根付マスコットBW ピカチュウクリアバージョン」、「ポケモンキッズBW ピカチュウ ポケモンファンバージョン」、「ポケモン不思議のダンジョン〜マグナゲートと∞迷宮〜 メタルキーチェーン」、「ポケモンぞくぞくニュースDVD」、付録として「プラズマ団＆ポケモンBW エピソードN キラシール」、「プラズマ団VSポケモンファンすごろく」、「ポケモンBWシーズン2 新エピソードとつ入記念ポスター」、「ポケモンキッズBW ゲノセクト編 コレクションポスター」、「ポケモン根付マスコットBW4 イーストイッシュ編 スペシャルポスター」が付いてきた。本誌企画は「2013年えい画ポケモン3大スクープ」、「プラズマ団をおえ!!」、「ポケモンカードゲームBWがプラズマ団にのっとられた！」、「ポケモンB2W2 プラズマ大こうりゃく」、「ポケモン不思議のダンジョン〜マグナゲートと∞迷宮〜 むてき超こうりゃく」であった。

### vol.28（第28号）
2013年2月20日発売。『ポケットモンスターSPECIAL』の「ブラック・ホワイト編」の連載が行われた。特別付録では「ポケモンBWスイング、リザードンのボールチェーン」が付いてきた。付録としては、「劇場版ポケットモンスター 神速のゲノセクト・ミュウツーの覚醒」のキラシール、「ポケットモンスターXYのさいしょの３びき・キラキラアートボード」、「ポケモントレッタのエレキブル」などが付いてきた。本誌企画は、ニンテンドー3DSでの新作ソフト「ポケットモンスターXY」や、今年の夏に公開される予定の映画「神速のゲノセクト ミュウツー覚醒」、「ピカチュウとイーブイフレンズ」の情報などが掲載された。

### vol.29（第29号）
2013年4月20日発売。『ポケットモンスターSPECIAL』の「ブラック・ホワイト編」の連載が行われた。特別付録では、ポケモンファン特製ぴたポケ ビクティニ」「劇場版ポケモンBW 神速のゲノセクト 光る!!マグネットコレクション」「別冊付録・ポケモンカードゲームBW オールスター最強デッキガイド」「劇場版ポケモンBW 神速のゲノセクト ミュウツーをさがせ！銀はがしゲーム」、付録としては「劇場版ポケモンBW 神速のゲノセクト カウントダウンポスター」「ポケモンBW シーズン2 デコロラアドベンチャーDa 大ぼうけんのはじまりダ！ポスター」「劇場版ポケモンBW 神速のゲノセクト フライングディスク＆ゲノセクトブーメラン」が付いてきた。本誌企画は「ポケモン映画新ポケモン出げん！？」「ポケモンBW シーズン2 デコロラアドベンチャーDa デコロラしょ島にのりこむぞ!!」「ポケモンXY ナゾの新ポケモンしょうげきの！超はっ見!!」であった。

### vol.30（第30号）
2013年6月1日発売。『ポケットモンスターSPECIAL』の「ブラック・ホワイト編」の連載が行われた。特別付録では「ポケモン根付マスコットBW ゲノセクトクリアバージョン
」、「ポケモンBWスイング イーブイクリアバージョン」が付いてきた。付録としては「ピカチュウとイーブイ☆フレンズ ニンフィアキラキラシール」、「ピカチュウとイーブイ☆フレンズ なかよしすごろく」、「ポケモンファン 30号きねん でっかくゲットだぜ」、「ポケモン根付マスコットBW MOVIE 16thver.ポスター」、「ポケプラ 神速の赤-降臨-
」、「ポケモンラッピングアルファード わくわくペーパークラフト」、「神速のゲノセクト ミュウツー覚醒 リバーシブルサンバイザー」が付いてきた。本誌企画は、ニンテンドー3DSでの新作ソフト「ポケットモンスターXY」や、「ポケモン映画 2大ポケモンついにげきとつ!?」の情報などが掲載された。

### vol.31（第31号）
2013年7月1日発売。『ポケットモンスターSPECIAL』の「ブラック２・ホワイト２編」の連載が行われた。特別付録では「立体ポケモン図鑑BW 赤いゲノセクト」、「立体ポケモン図鑑BW ミュウツー」が付いてきた。付録としては「ポケモンキッズ ミュウツークリアバージョン」、「『神速のゲノセクト ミュウツー覚醒』『ピカチュウとイーブイ☆フレンズ』えい画公かい記ねんビッグキラシールなどが付いてきた。本誌企画は「ポケモン映画 ストーリー神速公開！」「テレビアニメ びっくり！3大特報！」「ポケモンXY 新たな時代へ、いざ突入！」「ポケモン映画劇場版グッズどっかーんとプレゼント！」であった。

### vol.32（第32号）
2013年10月1日発売。『ポケットモンスターSPECIAL』の「ブラック２・ホワイト２編」の連載が行われた。特別付録では「ポケモンBWスイング特別版 ニンフィアストラップ」、「ルーキーポケモントレッタ ブースター」、付録としては「カロス地方丸わかりガイドブック」、「ポケットモンスターXY アニメポスター」、「ポケットモンスターXY発売記念 さいしょの3匹キラシール」、「ポケモントレッタフェス第2弾 超速こうりゃくブック」、「ポケットモンスターXY 新ポケモン超集合ポスター」が付いてきた。本誌企画は、「ポケットモンスターXポケットモンスターYの別冊32ページ大特集」、「アニメ新スタート！ポケモンXY超さきどり9大スクープ」であった。

### vol.33（第33号）
2013年11月20日発売。『ポケットモンスターSPECIAL』の「XY編」の連載が行われた。特別付録では「ポケモンXY ダブルメタルキーチェーン」「ポケモンXY 3D＆チェンジング ペンケース」、付録としては「ポケモンXY メガシンカキラシール」「アニメポケモンXY オープニングテーマソングポスター」「ポケモン竜王戦ポスター」「ポケモンXY こうかはばつぐん！早見サークル」が付いてきた。本誌企画は「ポケモンXY 超こうりゃくスペシャル」「ポケモンXY テレビアニメ大とく集」であった。

### vol.34（第34号）
2014年2月20日発売。『ポケットモンスターSPECIAL』の「XY編」の連載が行われた。特別付録では「モンスターコレクション ケロマツ ポケモンファンスペシャルバージョン」「ルーキーポケモントレッタ ハリマロン」、付録としては「モンコレファンBOOK」「ザ・ポケモントレッタ プレイスタートブック」「ポケモンXY しょうげきマル秘スクープ9れんぱつ」が付いてきた。本誌企画は「ポケモンザムービーXY 破壊の繭とディアンシー 大スクープ」「テレビアニメ先どり5大超ニュース」「ポケモンバトルトローゼ パズルでポケモンあつめ！」であった。

### vol.35（第35号）
2014年4月19日発売。『ポケットモンスターSPECIAL』の「XY編」の連載が行われた。特別付録では「メガルカリオLEDライト付きクリーナー」「マグネットコレクションメガシンカスペシャル」、付録としては「ポケモンザムービーXY 破壊の繭とディアンシー キラシール」「映画ポケモン3大スクープ超ファイル」「映画カウントダウンポスター」「ポケモンXY 6大メガシンカポケモン出げきポスター」が付いてきた。本誌企画は「アニメポケモンXY サトシのちょうせん！ 2大超バトル」「ニンテンドー3DSLL ポケモンバトルトローゼバージョンをプレゼント」であった。

### vol.36（第36号）
2014年5月31日発売。『ポケットモンスターSPECIAL』の「XY編」の連載が行われた。特別付録では「破壊の繭とディアンシー フライングディスク」「ポケモンキッズ デデンネ クリアバージョン」、付録としては「ピカチュウ、これなんのカギ？ ぐるぐるすごろく」「ポケモンキッズXY ポケモンウォールバッジコレクション まるごとゲット！めいろクイズ」「デデンネ ポシェットボックス」が付いてきた。本誌企画は「特集 破壊の繭とディアンシー」「ポケットモンスターXY メガシンカへの道」「オメガルビー・アルファサファイア発売決定！」であった。

### vol.37（第37号）
2014年7月19日発売。『ポケットモンスターSPECIAL』の「XY編」の連載が行われた。特別付録では「ポケモンマスコットキーチェーン イベルタルクリアバージョン」「ルーキートレッタ エリキテル」、付録としては「ポケモン・ザ・ムービーXY 公開記念キラシール」「ポケモン・ザ・ムービーXY ディアンシーとぼうけんすごろく」「ポケモン・ザ・ムービーXY 夏休みカレンダー付き映画ストーリーポスター」「ポケモン オメガルビー・アルファサファイア 超スクープBOOK」「ザ・ポケモントレッタ02弾 カンペキこうりゃくブック」が付いてきた。本誌企画は「ポケモン・ザ・ムービーXY ５大みどころ全しょうかい！」「テレビアニメ ピカピカ夏の３大ニュース！」であった。

### vol.38（第38号）
2014年9月20日発売。『ポケットモンスターSPECIAL』の「XY編」の連載が行われた。特別付録では「ぴたポケ ピカチュウ」「光る！マグネットコレクション メガリザードンX」「ポケモンORAS アートボード／ぴたポケ ぴたぴたアートボード」「メガシンカポケモン あつめまくり銀はがし」「メガシンカポケモン スペシャルポスター／ぴたポケ めちゃかわ さがしっこポスター」が付いてきた。本誌企画は「ポケモンORAS メガ冒険スクープ」「ポケモンXY特別編 メガシンカのナゾにせまる！ アランの冒険再び！」「ポケモンXY シャラジム超決戦！ 倒せ！メガルカリオ！」であった。

### vol.39（第39号）
2014年11月20日発売。『ポケットモンスターSPECIAL』の「XY編」の連載が行われた。特別付録では「ルーキーポケモントレッタ ボルトロス」「モンコレ カイオーガ クリアバージョン」、付録としては「ポケモンバトルカードスタジアムXY メガシンカバトルカード メガバシャーモ」が付いてきた。本誌企画は「ポケモンORAS メガ10大スクープ」「ポケモンORAS スタートダッシュ！ 超こうりゃく！」「ポケモンアニメ最新ニュース！」であった。

### vol.40（第40号）
2015年2月20日発売。『ポケットモンスターSPECIAL』の「XY編」の連載が行われた。特別付録では「ポケモンファン特製 モンスターコレクション グラードン クリアバージョン」、付録としては「映画 ポケモンザムービーXY 光輪の超魔人フーパ ５大スクープ」「ポケモンORAS 幻＆伝説のポケモン発見スクープ！」「光輪の超魔人フーパ 映画おでましポスター」「モンスターコレクション バトルポスター」が付いてきた。本誌企画は「映画 ポケモンザムービーXY 光輪の超魔人フーパ おでましイラストコンテスト」「ポケモンファン第40号記念 ぜーんぶプレゼント！祭り」「ポケモン４コマ大百科 ポケモン４コマ40連発！編」であった。

### vol.41（第41号）
2015年4月18日発売。特別付録では「ポケモン根付マスコット アルセウス クリアバージョン」「ルーキーポケモントレッタ ミロカロス」、付録としては「解き明かせ！映画衝撃５大秘密！」「ポケモン映画 伝説のポケモン＆フーパ カウントダウンポスター」「ポケモン映画 伝説＆幻のポケモン大きさ比べポスター」「ポケモン映画 ビッグキラシール」が付いてきた。本誌企画は「アニメ ポケモンXY 最新情報」であった。

### vol.42（第42号）
2015年5月30日発売。特別付録では「光る！マグネットコレクションフーパ」「メガシンカトレッタ サメハダー」、付録としては「光輪の超魔神 フーパ おでましカード」「メガラティオス グライダー」が付いてきた。本誌企画は「映画見どころ６連発スクープ」「アニメ ポケモンXY 最新情報」であった。

### vol.43（第43号）
2015年7月18日発売。特別付録では「ポケモンキッズXY フーパ（いましめられしすがた）クリアバージョン」「オリジナルポケモントレッタ ルギア」、付録としては「人気ポケモンおでましコレクションポスター」「ピカチュウとポケモンおんがくたい なかまあつめすごろく」「光輪の超魔神フーパ キラシール」「光輪の超魔神フーパ おでましフライングディスク」「ポケモンカードゲームXY BREAKスペシャルポスター」「光輪の超魔神フーパ 映画ストーリーすごろく」が付いてきた。本誌企画は「ポケモン超不思議のダンジョン誕生！」「映画７大スクープ」「アニメ ポケモンXY 最新情報」であった。

### vol.44（第44号）
2015年9月20日発売。特別付録では「ポケモンおやすみフレンズXY ピカチュウ（クリアバージョン）」「オリジナルポケモントレッタ デオキシス」、付録としては「森の木かげでみんなおやすみポスター」「ポケモンXY＆Z スペシャルシール」「XY＆Z スペシャルポスター」が付いてきた。本誌企画は「ポケモン超不思議のダンジョン 冒険丸わかり大特集」「テレビアニメ４大超スクープ！」であった。

### vol.45（第45号）
2015年11月20日発売。

### vol.46（第46号）
2016年2月20日発売。

### vol.47（第47号）
2016年4月18日発売。

### vol.48（第48号）
2016年5月30日発売。

### vol.49（第49号）
2016年7月16日発売。

### vol.50（第50号）
2016年9月20日発売。

### vol.51（第51号）
2016年11月18日発売。

### vol.52（第52号）
2017年2月20日発売。

### vol.53（第53号）
2017年4月28日発売。

### vol.54（第54号）
2017年7月15日発売。

### vol.55（第55号）
2017年9月29日発売。

### vol.56（第56号）
2017年11月30日発売。

### vol.57（第57号）
2018年2月28日発売。

### vol.58（第58号）
2018年4月28日発売。

### vol.59（第59号）
2018年7月15日発売。

### vol.60（第60号）
2018年9月29日発売

### vol.61（第61号）
2018年11月30日発売。

### vol.62（第62号）
2019年2月28日発売。

### vol.63（第63号）
2019年4月28日発売。

### vol.64（第64号）
2019年7月12日発売。

### vol.65（第65号）
2019年10月4日発売。

### vol.66（第66号）
2019年11月30日発売。

### vol.67（第67号）
2020年2月28日発売。

### vol.68（第68号）
2020年4月28日発売。

### vol.69（第69号）
2020年8月31日発売。

### vol.70（第70号）
2020年10月29日発売。

### vol.71（第71号）
2020年12月25日発売。

### vol.72（第72号）
2021年2月27日発売。

### vol.73（第73号）
2021年4月28日発売。

### vol.74（第74号）
2021年7月16日発売。

### vol.75（第75号）
2021年9月29日発売。ふろくに「ポケカプレイマットレジャーシート」、「別冊ポケカバトルはじめてガイド」、「メザスタタグホルダー」、「メザスタサポートポケモンチケット」がついてきた。

### vol.76（第76号）
2021年11月30日発売。

### vol.77（第77号）
2022年2月28日発売。

### vol.78（第78号）
2022年4月28日発売。

### vol.79（第79号）
2022年7月15日発売。

### vol.80（第80号）
2022年9月30日発売。

### vol.81（第81号）
2022年11月30日発売。

### vol.82（第82号）
2023年2月28日発売。

### vol.83（第83号）
2023年4月28日発売。

### vol.84（第84号）
2023年7月14日発売。

### vol.85（第85号）
2023年9月29日発売。

### vol.86（第86号）
2023年11月30日発売。

### vol.87（第87号）
2024年2月29日発売。